# Сергеј Завјалов
Сергеј Александрович Завјалов (рус. Сергей Александрович Завьялов; Пушкин, 18. мај 1958) руски је песник.

## Биографија
Породица Сергеја Завјлова пореклом је из Мордовије. Од 1970. године до 2004. године Сергеј Завјалов је живео и радио у Санкт Петербургу. Године 1985. дипломирао је на Лењинградском државном универзитету, на одсеку за класичну филологију. Од 1988. године до 2004. године Завјалов је предавао грчки и латински језик, као и античку књижевност у средњој школи и на унивезитету. Године 2004. је емигрирао у Финску; од  2011. живи у Винтертуру (Швајцарска).

## Књижевни рад
Своје прве стихове Завјалов је објавио у лењинградском Самиздату. Од 1986. до 1988. године био је члан Клуба 81 (лењинградски алтернативни клуб књижевника, као супротност званичном Савезу писаца). У другој половини деведесетих година Завјалов је учествовао у неколико књижевних акција са групом петербуршких песника, касније дефинисаних као постмодернисти (Аркадије Драгомошченко, Александар Скидан, Дмитриј Голинко и други). Након тридесетогодишњег рада у књижевности, Завјаловљева поезија се постепено развијала од слободног стиха ка стиху у прози, и од лирике ка епици. Након 2000. је објавио низ есеја у којима анализира совјетску поезију као доказ трауматичног искуства. Још једна од тема којима се бави су постколонијалне студије, а у оквиру тога посебно реконструкцијом и деконструкцијом мордвинског и уопште угро-финског идентитета.

## Преводи на друге језике
Књиге:
На енглески језик:
- Sergey Zavyalov. Advent, Leningrad, 1941. Geneva: Molecular Press, 2017
- Crossing Centuries: The New Generation in Russian Poetry (Transl. by Laura D. Weeks). Jersey City, NJ: Talisman, 2000 – p. 474-477.
- A Public Space (NY) # 02 (summer 2006) (Transl. by Rebecca Bella) p. 169-172. Schemata rhetorica.
- St. Petersburg Review (NY) # 2, 2008 (Transl. by Rebecca Bella) p. 102-105. Oedipus at Colonus.
- Aufgabe (NY) # 8, 2009 p. 114-124. Est modus in rebus. (Transl. by Thomas Epstein), Through The Teeth. I. The final judgement of mr. Terreo, II. Time of destruction. (Transl. by Simona Schneider).
- Four Good News Stories (With an introduction by translator Eugene Ostashevsky), 2023.

На фински језик:
- Sergej Zavjalov. Melika. Suomentanut Jukka Mallinen. Helsinki: Ntamo, 2007. 207 s.
- Sergei Zavjalov. Joulupaasto. Suomentanut Jukka Mallinen. Helsinki: Poesia, 2012. 109 s.

На шведски језик:
- Sergej Zavjalov. Melik och tal. Texter i urval och översättning av Mikael Nydahl. [Malmö]: Ariel skrifter, 2009. 128 s.

На естонски језик:
- Sergei Zavjalov. Meelika. Kõned. Vene keelest tõlkinud Katrin Väli ja Aare Pilv. Tallinn: Kite, 2015. 144 s.
- Sergei Zavjalov. Ars Poetica. Valik esseid. Vene keelest tõlkinud Aare Pilv. Tallinn: Tallinna Ülikooli Kirjastus, 2016, 269 lk.

На италијански језик:
- Sergej Zav'jalov. Il digiuno natalizio. A cura di Paolo Galvagni. [Roma]: Fermenti editrice, 2016. pp. 148.
- La nuova poesia russa (Trad. di Paolo Galvagni). Milano: Crocetti, 2003.

На српски језик:
- Сергеј Завјалов. Мелика. С руског превела и поговор написала Мирјана Петровић-Филиповић. Краљево: Народна библиотека «Стефан Првовенчани», 2019.
- Сергеj Завjалов. Совjетске кантате. С руског превела Корнелиjа Ичин. Београд: Тређи Трг, 2022. — 287 ст. —  978-86-64071-90-1

На француски jезик:
- Anthologie de la poésie russe contemporaine 1989—2009 (Bacchanales № 45). (Traduit par Hélène Henry-Safier). [Grenoble]: Maison de la poésie Rhône-Alpes — p. 257—258.
- Action poétique # 185 (2006) (Traduit par Yvan Mignot) p. 59-64.
- Action poétique # 202 (2010) (Traduit par Yvan Mignot) p. 110-115
- Le Jeûne de l'Avent (Traduit par Yvan Mignot) // La Revue de Belles-Lettres 2019 / 2

На немачки jезик:
- Vor dem Fenster unten sind Volk und Macht: Russische Poesie der Generation 1940—1960. Ausgewählt und übersetzt von Robert Hodel. Zweisprachig. Leipziger Literaturverlag, 2015
- Sergej Sawjalow. Nahe der Brandung. Gedichte und Poeme. Herausgegeben und übertragen von Christine Hengevoß. Sisifo press im Leipziger Literaturverlag, 2024. – 294 S. ISBN 978–3866603028

Засебне песме и циклуси:
- српски (Сергеj Завјалов)
- литвански (Sergejus Zavjalovas)
- пољски (Siergiej Zawjałow)
- мађарски (Szergej Zavjalov)
- летонски (Sergejs Zavjalovs)
- ерзја – мордвински језик(Сергей Завьялов)